# Стейбен (Вісконсин)
Стейбен (англ. Steuben) — селище (англ. village) в США, в окрузі Кроуфорд штату Вісконсин. Населення — 122 особи (2020).

## Географія
Стейбен розташований за координатами 43°11′0″ пн. ш. 90°51′25″ зх. д. / 43.18333° пн. ш. 90.85694° зх. д. (43.183274, -90.856901).  За даними Бюро перепису населення США в 2010 році селище мало площу 16,04 км², уся площа — суходіл.

## Демографія
Згідно з переписом 2010 року, у селищі мешкала 131 особа в 51 домогосподарстві у складі 34 родин. Густота населення становила 8 осіб/км².  Було 64 помешкання (4/км²).
Расовий склад населення:
| - 99,2 % — білих - 0,8 % — корінних американців |

До двох чи більше рас належало 0,0 %. Частка іспаномовних становила 0,0 % від усіх жителів.
За віковим діапазоном населення розподілялося таким чином: 30,5 % — особи молодші 18 років, 57,3 % — особи у віці 18—64 років, 12,2 % — особи у віці 65 років та старші. Медіана віку мешканця становила 34,8 року. На 100 осіб жіночої статі у селищі припадало 104,7 чоловіків;  на 100 жінок у віці від 18 років та старших — 106,8 чоловіків також старших 18 років.
Середній дохід на одне домашнє господарство  становив 44 644 долари США (медіана — 50 313), а середній дохід на одну сім'ю — 51 872 долари (медіана — 55 625). За межею бідності перебувало 17,4 % осіб, у тому числі 12,9 % дітей у віці до 18 років та 0,0 % осіб у віці 65 років та старших.
Цивільне працевлаштоване населення становило 48 осіб. Основні галузі зайнятості: виробництво — 22,9 %, будівництво — 22,9 %, освіта, охорона здоров'я та соціальна допомога — 14,6 %, мистецтво, розваги та відпочинок — 10,4 %.